# Temistocle Calzecchi Onesti

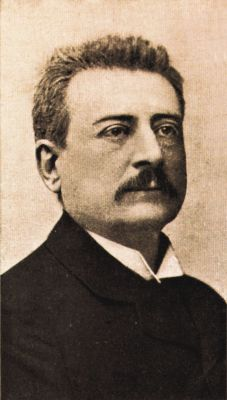
Temistocle Calzecchi Onesti

Temistocle Calzecchi Onesti (Lapedona, 14 december 1853 – Monterubbiano, 25 november 1922) was een Italiaans natuurkundige en uitvinder. Zijn ontdekking van de radiodetector (coherer) was een belangrijke stap in het latere werk van radiopioniers als Branly, Lodge en Guglielmo Marconi.

## Biografie
Calzecchi Onesti studeerde natuurwetenschappen en wiskunde aan de Universiteit van Pisa. Vanaf 1879 onderwees hij natuurkunde op verschillende middelbare scholen: eerst in de plaats L'Aquila, vervolgens aan een lyceum in Fermo (van 1883 tot 1898) en daarna in Milaan.
Tijdens onderzoek ontdekte hij dat de elektrische geleidbaarheid van metaalvijlsel, opgesloten in een geïsoleerde buis, sterk toenam door invloeden van buitenaf. Externe invloeden, zoals een elektrostatisch of elektromagnetisch veld zorgden ervoor dat het vijlsel samenklonterde en de weerstand ervan afnam. Door de buis daarna lichtjes te schudden verdween deze eigenschap weer.
Zijn toestel gebruikte hij in eerste instantie als stormdetector, doordat het atmosferische storingen in de lucht aantoonde. Het was de Franse wetenschapper Édouard Branly die zijn apparaat ging gebruiken als ontvanger van radiogolven (elektromagnetische velden opgewekt door vonkzenders). Later verbeterde de Engelsman Oliver Lodge het apparaat verder en gaf het de naam coherer.